# Гуань Чжун

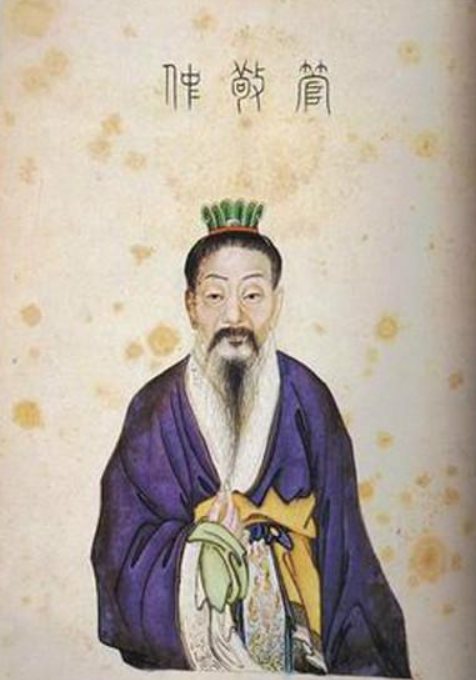
Гуань Чжун

Гуань Чжун (кит.: 管仲, 720 до н. е. — 645 до н. е.) — державний діяч доби Чжаньго, видатний китайський мислитель, політик, реформатор, засновник суспільно-політичного учення фа цзя (легізму).
У 685 році до н. е. був призначений правителем царства Ці Хуань-гуном на посаду керівника уряду і зберігав за собою цю посаду протягом сорока років — аж до своєї смерті. Перетворив Ці на наймогутнішу державу тогочасного Китаю. Першим в китайській історії обґрунтував концепцію державного управління на підставі закону — за принципом «закон — батько й мати народу». За словам Гуань Чжуна «правитель і посадовці, вищі та нижчі, знатні та посполиті — усі мають дотримуватися закону». Це дозволило зміцнити царську владу, водночас послабивши вплив спадкової аристократії. Запропонував ідею покарання як головного засобу управління — «коли бояться покарань, то легко керувати».
Столицю держави Гуань Чжун поділив на 21 районів: шість «комерційних», які забезпечували торгівельний дохід держави, і п'ятнадцять обслуговуючих, які становили ядро армії Ці. Подібним чином було організовано населення і за межами столиці: 30 дворів складали село, 10 сіл — військовий загін, 10 загонів — один район, 3 райони — один повіт, а повіти згруповані в п'ять областей. Керівники всіх рівніх призначалися згори.
Гуань Чжун скасував успадковану з часів Чжоу систему «колдязних полів», уся земля в межах держави оподатковувалася відповідно до її продуктивності. Сіль підданим почали продавати за твердою ціною. Але ціна ця була навмисно завищена і різниця йшла у доходи держави. За тією ж ціною продавали і дешеву сіль, яку Ці купувало в сусідніх держав.